# Musclor
Cet article possède des paronymes, voir Muscleman et Les Musclés.
Musclor (He-Man en anglais), de son vrai nom le prince Adam, est un personnage fictif héroïque de la franchise Les Maîtres de l'Univers.
Son nom est Adam, prince d'Eternia, métis terrien (par sa mère) et d'Eternia (par son père) capable de se transformer en Musclor, l'homme le plus fort de l'univers, en levant son épée et en criant : « Par le pouvoir du crâne ancestral, je détiens la force toute-puissante ! »
Accompagné par son tigre de combat Cringer/Gringer et le fidèle magicien Orko, il défend le Château des Ombres contre le sombre Skeletor.

## Figurine
Figurine issue de la gamme créée par Mattel, Musclor est articulé au cou, aux épaules, au buste (à retour rapide actionné par un ressort intérieur) et aux jambes. Toutes les autres figurines sont à la même échelle et possèdent un accessoire (en général une arme). Dans chaque "package" se trouvait une mini bande dessinée relatant les aventures du héros concerné. Les premiers jouets sont commercialisés dès 1981 bien avant la diffusion du dessin animé (1983). C'est à la suite de l'énorme succès commercial de cette gamme de jouets que les aventures des "Maîtres de l'univers" sont créées sous forme animée.

## Spécificité française
En France (et dans les pays francophones), ce personnage est officiellement nommé Musclor en lieu et place de He-Man, qui est la dénomination utilisée partout ailleurs, aux États-Unis, dans les pays anglophones comme au niveau international.
La France est ainsi, et de façon officielle, le seul pays au monde à adopter une dénomination différente concernant ce personnage fictif et cela, dès les débuts de la diffusion de la série.